# Swiss Indoors 2001
Lo Swiss Indoors 2001, noto anche come Davidoff Swiss Indoors per motivi di sponsorizzazione, è stato un torneo di tennis giocato sul cemento indoor.
È stata la 32ª edizione dell'evento e faceva parte delle International Series nell'ambito dell'ATP Tour 2001. Il torneo si è giocato alla St. Jakobshalle di Basilea, in Svizzera, dal 22 al 28 ottobre 2001.

## Campioni

### Singolare
Tim Henman ha battuto in finale  Roger Federer con il punteggio di 6–3, 6–4, 6–2

### Doppio
Ellis Ferreira /  Rick Leach hanno battuto in finale  Mahesh Bhupathi /  Leander Paes con il punteggio di 7–6(3) 6–4